# Aureliano Lima
Aureliano Lima (Carregal do Sal, 23 de septiembre de 1916 - 15 de diciembre de 1984) fue un escultor portugués.

## Datos biográficos
En 1958, se traslada a Oporto y poco después a Vila Nova de Gaia, donde llegó a trabajar en el taller de Manuel Pereira da Silva. Este escultor fue para Aureliano la puerta de entrada definitiva en los medios artísticos y culturales, una puerta abierta a las nuevas experiencias, las noevas creaciones y actividades.
La obra de Aureliano Lima está marcada por el constructivismo abstracto. El espíritu creativo de este escultor se expresó en la escultura en los más variados materiales (yeso, bronce, madera, mármol, piedra, hierro policromado, hierro recuperado), así como en una pintura marcadamente abstracta y con trazos claros de un minimalismo contemporáneo.

## Formación
Entre 1965 y 1967, fue becario de la Fundación Calouste Gulbenkian, en París, donde frecuentó como escultor los «Ateliers Szabo».

## Obras
Entre las mejores y más conocidas obras de Aureliano Lima se incluyen las siguientes:
- Participa, por primera vez, en la exposición de Artistas de Coímbra (1948).
- III Exposición  General de Artes Plásticas, organizada en Lisboa, en la Sociedad Nacional de Bellas Artes (1948).
- II Exposición de Artes Plásticas de la  Fundación Calouste Gulbenkian (1961).
- O Grito, monumento en Nelas (1982).
- Monumento dedicado al poeta Fernando Pessoa en Santa Maria da Feira (1983).

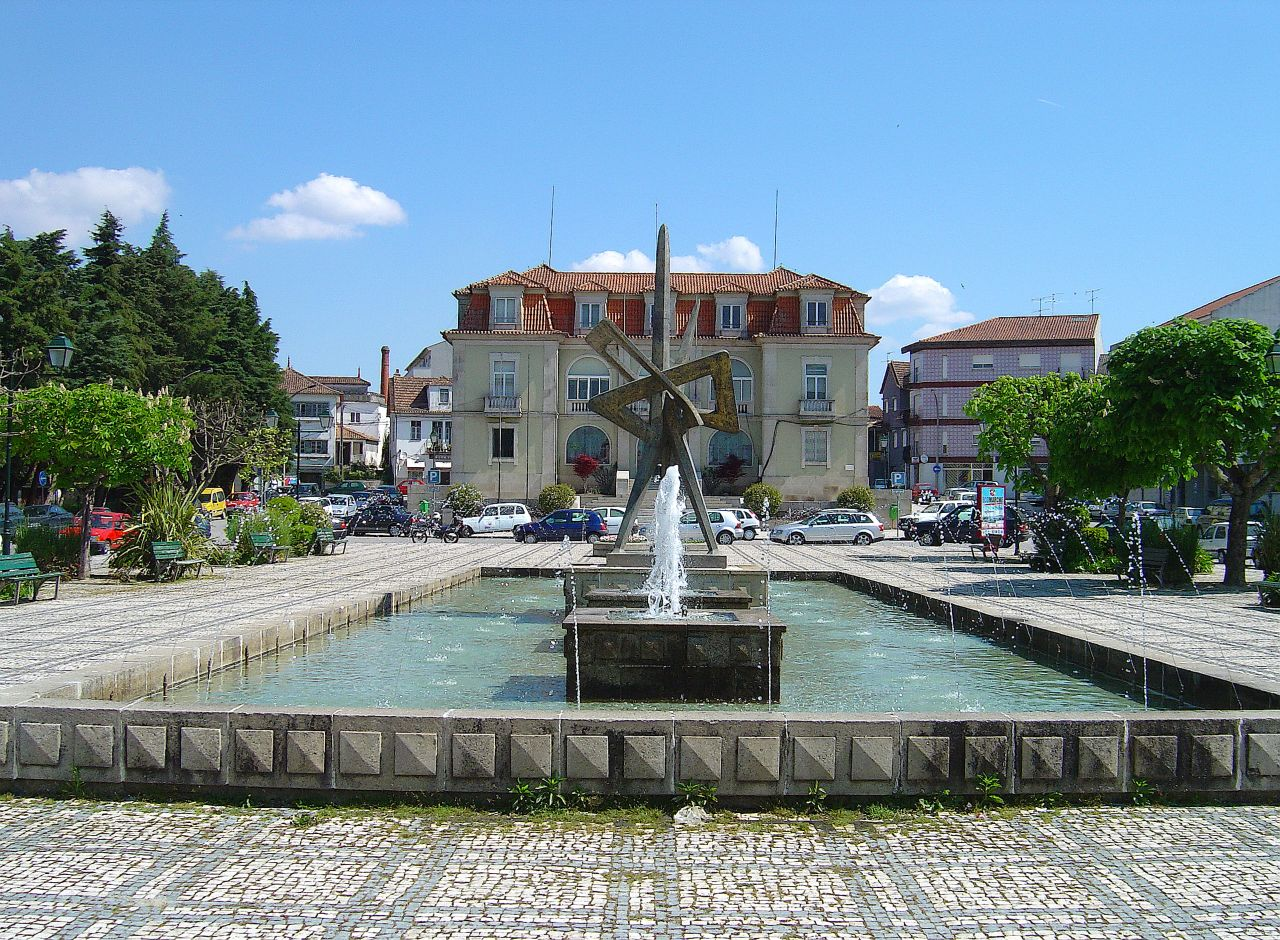
El grito, en Nelas